# Reseda aucheri
Reseda aucheri är en resedaväxtart. Reseda aucheri ingår i släktet resedor, och familjen resedaväxter.

## Underarter
Arten delas in i följande underarter:
- R. a. afghanica
- R. a. aucheri
- R. a. bracteata
- R. a. rotundifolia
- R. a. transitoria